# Лонгмайер
«Лонгмайр» (англ. Longmire) — американский драматический телесериал в жанре вестерна, вышедший в 2012 году на канале A&E.
28 августа 2014 года сериал был закрыт после третьего сезона, но Warner Horizon Television предложил его другим телесетям 19 ноября 2014 года Netflix приобрел сериал. Премьера 4 сезона состоялась 10 сентября 2015 года, а 30 октября 2015 года Netflix продлил сериал на пятый сезон. 2 ноября 2016 года сериал был продлён на шестой и финальный сезон, премьера которого состоялась 17 ноября 2017 года.

## Сюжет
В центре сюжета находится шериф округа Абсарока штата Вайоминг, который возвращается к работе после смерти своей жены.

## Эпизоды
| Сезон | Серии | Серии | Даты показа      | Даты показа      | Даты показа |
| Сезон | Серии | Серии | Первая серия     | Последняя серия  | Канал       |
| ----- | ----- | ----- | ---------------- | ---------------- | ----------- |
| 1     | 10    | 10    | 3 июня 2012      | 12 августа 2012  | A&E         |
| 2     | 13    | 13    | 27 мая 2013      | 26 августа 2013  | A&E         |
| 3     | 10    | 10    | 2 июня 2014      | 4 августа 2014   | A&E         |
| 4     | 10    | 10    | 10 сентября 2015 | 10 сентября 2015 | Netflix     |
| 5     | 10    | 10    | 23 сентября 2016 | 23 сентября 2016 | Netflix     |
| 6     | 10    | 10    | 17 ноября 2017   | 17 ноября 2017   | Netflix     |

## Персонажи
- Уолт Лонгмайр (Роберт Тейлор) — шериф.1-6
- Генри Стоящий Медведь (Лу Даймонд Филлипс) — шайенн, друг шерифа и владелец кафе «Красный Пони».1-6
- Кэди Лонгмайр (Кэссиди Фриман) — дочь Лонгмайра, помогает отцу, и работает юристом в местной юридической фирме.1-6
- Виктория «Вик» Моретти (Кэти Сакхофф) — старший помощник шерифа, была детективом убойного отдела в Филадельфии.1-6
- Бранч Коннали (Бейли Чейз) — помощник шерифа, баллотировался на место шерифа против Лонгмайра, благороден, умён, в третьем сезоне страдает параноидальными идеями.1-3
- Арчи «Ферг» Фергюсон (Адам Бартли) — помощник шерифа, Лонгмайр нанял его в качестве одолжения отцу Ферга.1-6
- Руби (Луанна Стефанс) — секретарь в управлении шерифа.
- Джейкоб Ночной Конь (Эй Мартинес) — индейский бизнесмен.1-6